# Rogers Stadium
El Rogers Stadium es un estadio ubicado en Toronto, Canadá. Con una capacidad de 50,000 espectadores servirá como el recinto de conciertos más grande de la ciudad. El estadio fue inaugurado en el verano de 2025, con el concierto de la agrupación surcoreana Stray Kids.

## Antecedentes
Con el auge de las giras musicales en estadios de grandes artistas como Taylor Swift o Coldplay, Live Nation Canada reconoció la necesidad de la construcción de un nuevo estadio específico para eventos musicales, garantizando a los fanáticos de la ciudad de Toronto no perderse de artistas de talla mundial. Por ello el 26 de septiembre del 2024 la productora anunció el Rogers Stadium, un nuevo recinto al aire libre con el propósito de acoger espectáculos musicales con una atmósfera festivalera. El estadio se emplazará en el YZD de Toronto, ubicado en los terrenos del antiguo aeropuerto de Downsview, junto al parque Downsview. 
Los derechos de denominación le pertenecen a la compañía telefónica canadiense Rogers.
El recinto será construido en nueve meses, esto debido a que su característica de estadio temporal le permitiría una construcción más rápida. El estadio permanecerá abierto por aproximadamente cinco años, en los que albergaría 12 a 15 eventos anualmente, pues posteriormente el proyecto YZD planea transformar estos terrenos en un nuevo vecindario.

## Eventos
| Lista de conciertos celebrados en el Rogers Stadium | Lista de conciertos celebrados en el Rogers Stadium | Lista de conciertos celebrados en el Rogers Stadium | Lista de conciertos celebrados en el Rogers Stadium | Lista de conciertos celebrados en el Rogers Stadium |
| Año                                                 | Fecha                                               | Artista                                             | Gira                                                | Asistencia                                          |
| --------------------------------------------------- | --------------------------------------------------- | --------------------------------------------------- | --------------------------------------------------- | --------------------------------------------------- |
| 2025                                                | 29 de junio                                         | Stray Kids                                          | Dominate World Tour                                 | —                                                   |
| 2025                                                | 7, 8, 10 y 11 de julio                              | Coldplay                                            | Music of the Spheres World Tour                     | —                                                   |
| 2025                                                | 22 de julio                                         | Blackpink                                           | Blackpink 2025 World Tour                           | ―                                                   |
| 2025                                                | 19 y 20 de agosto                                   | Chris Brown                                         | Breezy Bowl XX                                      | ―                                                   |
| 2025                                                | 24 y 25 de agosto                                   | Oasis                                               | Oasis Live '25                                      | —                                                   |
| 2025                                                | 3 y 5 de septiembre                                 | System of a Down y Deftones                         | —                                                   | —                                                   |
| 2025                                                | 10 de septiembre                                    | Hozier                                              | Unreal Unearth Tour                                 | ―                                                   |